# Madanriting
Madanriting es una ciudad censal situada en el distrito de East Khasi Hills,  en el estado de Meghalaya (India). Su población es de 29194 habitantes (2011). 

## Demografía
Según el censo de 2011 la población de Madanriting era de 29194 habitantes, de los cuales 15724 eran hombres y 13470 eran mujeres. Madanriting tiene una tasa media de alfabetización del 92,03%, superior a la media estatal del 74,43%: la alfabetización masculina es del 94,53%, y la alfabetización femenina del 89,08%.